# ماهی پرک‌دار بزرگ
ماهی پرک‌دار بزرگ (نام علمی: Chitala lopis) نام یک گونه از سرده پشت‌پره‌ای‌های آسیایی است.